# Moalboal
Moalboal là một đô thị hạng 4 của tỉnh Cebu, Philippines. Theo điều tra dân số năm 2007, đô thị này có dân số 27.398 người.
Đô thị này nằm trên một bán đảo ở mũi tây nam Cebu, Moalboal phía tây giáp eo biển Taño. Từ bờ biển tây có thể nhìn thẩy đảo Negros. Moalboal có cự ly 89 km so với Thành phố Cebu.
Moalboal nằm giữa các thị xã Alcantara và Badian. Dân ở đây nói tiếng Cebuano. Kinh tế địa phương dựa vào ngành ngư nghiệp và nông nghiệp.

## Các đơn vị dân cư
Moalboal được chia thành các đơn vị hành chính gồm 15 khu dân cư (khu phố) (barangay).
- Agbalanga
- Bala
- Balabagon
- Basdiot
- Batadbatad
- Bugho
- Buguil
- Busay
- Lanao
- Poblacion East
- Poblacion West
- Saavedra
- Tomonoy
- Tuble
- Tunga